# Бурже (озеро)
Бурже́ (фр. Bourget) — озеро во Франции, расположенное в департаменте Савойя (регион Овернь — Рона — Альпы).
Размеры озера: длина 18 и ширина от 1,6 до 3,5 км. Максимальная глубина составляет 145 м. Крупное природное озеро ледникового происхождения, образовалось около 19000 лет назад. Популярный туристический объект. Температура воды летом колеблется между 20 и 25 °C. Объём воды — 3,6 км³. Площадь поверхности — 44,5 км². Площадь водосборного бассейна — 560 км². Высота над уровнем моря — 231,5 м.
Это крупнейшее и самое глубокое озеро в стране. Объём воды в озере эквивалентен годовому потреблению питьевой воды во Франции.
На берегу озера Бурже расположено аббатство Откомб — усыпальница средневековых правителей Савойи.